# Skalar (matematyka)
Skalar – element ustalonego ciała, nad którym zbudowany jest dowolny moduł (przestrzeń liniowa).
Skalarami określa się również część rzeczywistą kwaternionów oraz macierze {\displaystyle M_{1\times 1}} nad ustalonym ciałem, które utożsamia się z odpowiednimi elementami tego ciała.

## Skalary, wektory, tensory
Wektory stanowią poniekąd uogólnienie skalarów, z kolei uogólnieniem wektorów są tensory. W nomenklaturze tensorowej wektory nazywa się tensorami pierwszego rzędu, skalary zaś – tensorami zerowego rzędu. 